# Gialia-Kloster
Das Gialia-Kloster (georgisch ღალია Ğalia; griechisch Γιαλιά), auch Kloster Panagia Chrysogialiotissa genannt, ist die Ruine eines mittelalterlichen georgisch-orthodoxen Klosters in Gialia im Bezirk Paphos im Nordwesten Zyperns. Das Kloster ist der Jungfrau Maria (Der Goldenen Jungfrau Maria von Gialia; griechisch Ιερά Μονή Παναγίας Χρυσογιαλιώτισσας Iera Moni Panagia Chrysogialiotissa) geweiht.

## Geschichte
Die Ruinen liegen in einem Wald etwa fünf Kilometer von der Küste entfernt in der Nähe der Stadt Polis Chrysochous und wurden 1981 vom georgischen Gelehrten Wachtang Djobadze von der California State University anhand mittelalterlicher georgischer Berichte identifiziert. Eine systematische archäologische Untersuchung folgte jedoch erst 2006, nachdem die georgische und die zyprische Regierung vereinbart hatten, die Ruinen gemeinsam zu untersuchen.
Im Jahr 2008 wurde berichtet, dass Ausgrabungsbeweise darauf hindeuten, dass das Kloster im späten zehnten Jahrhundert vom georgischen König David III. von Tao in Auftrag gegeben wurde und dass während der Herrschaft von Dawit IV. der Erbauer (1089–1125) Renovierungsarbeiten durchgeführt wurden. Das Kloster ist sicherlich im 12. Jahrhundert urkundlich erwähnt, als es auf Geheiß von Königin Tamar (1184–1213) renoviert wurde. Alte georgische Quellen berichten, dass es bis zum 14. Jahrhundert in georgischem Besitz war, und Gräber und andere freigelegte Gegenstände weisen darauf hin, dass es zwischen dem 14. und 16. Jahrhundert genutzt wurde. Berichten zufolge wurde es im 16. Jahrhundert geplündert und zerstört, es scheint aber erst 1935 in Betrieb gewesen zu sein, bis es 1953 durch ein Erdbeben endgültig zerstört wurde.
Es wurden zwei Hauptstrukturen identifiziert: die frühere Jungfrauenkirche und die spätere Agios-Georgios-Kirche aus dem 11. bzw. 12. Jahrhundert. Auch Reste georgianischer Gemälde und Inschriften aus dem 13. und 14. Jahrhundert sind erhalten geblieben.

## Galerie

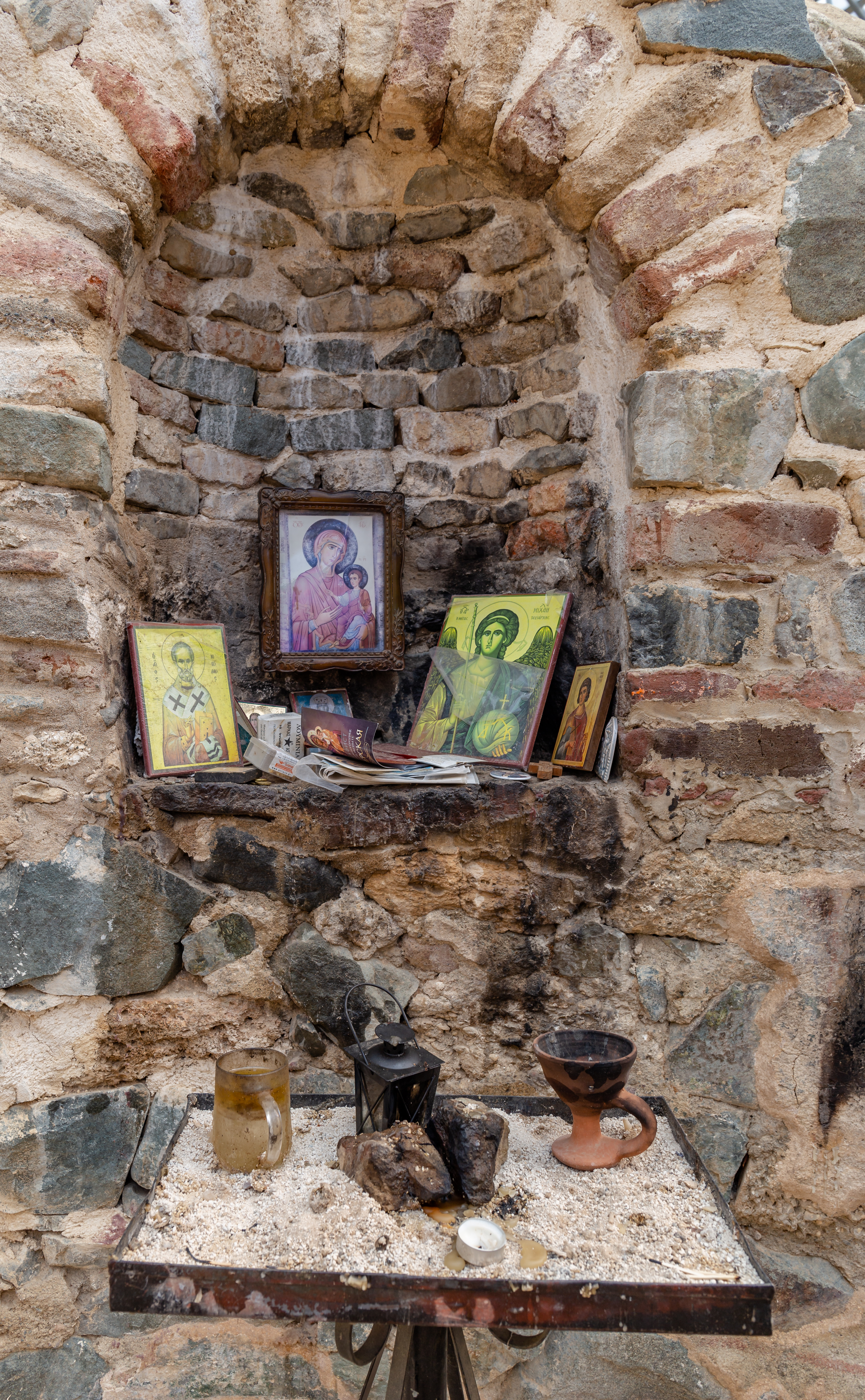
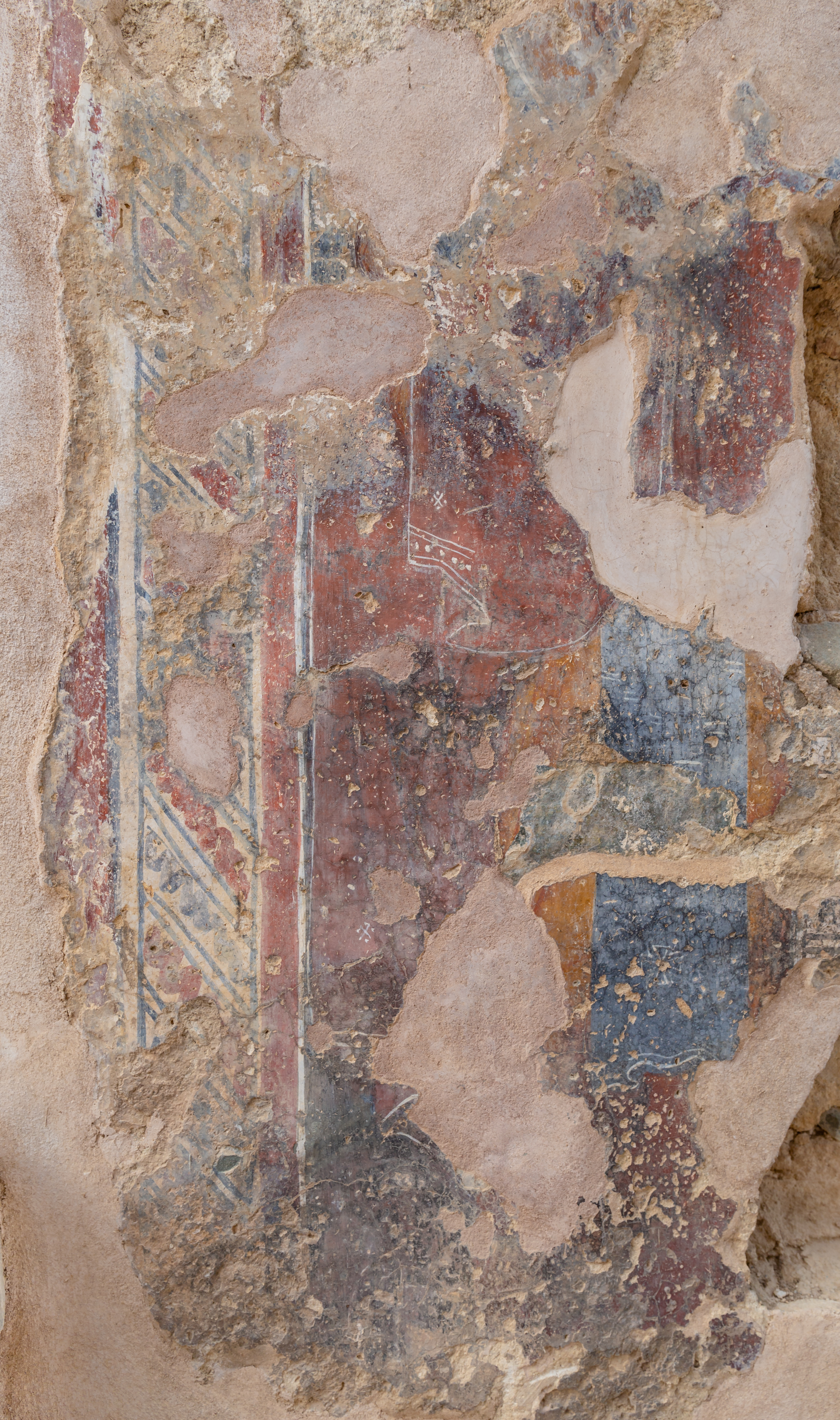
Fragmente der Wandmalerei
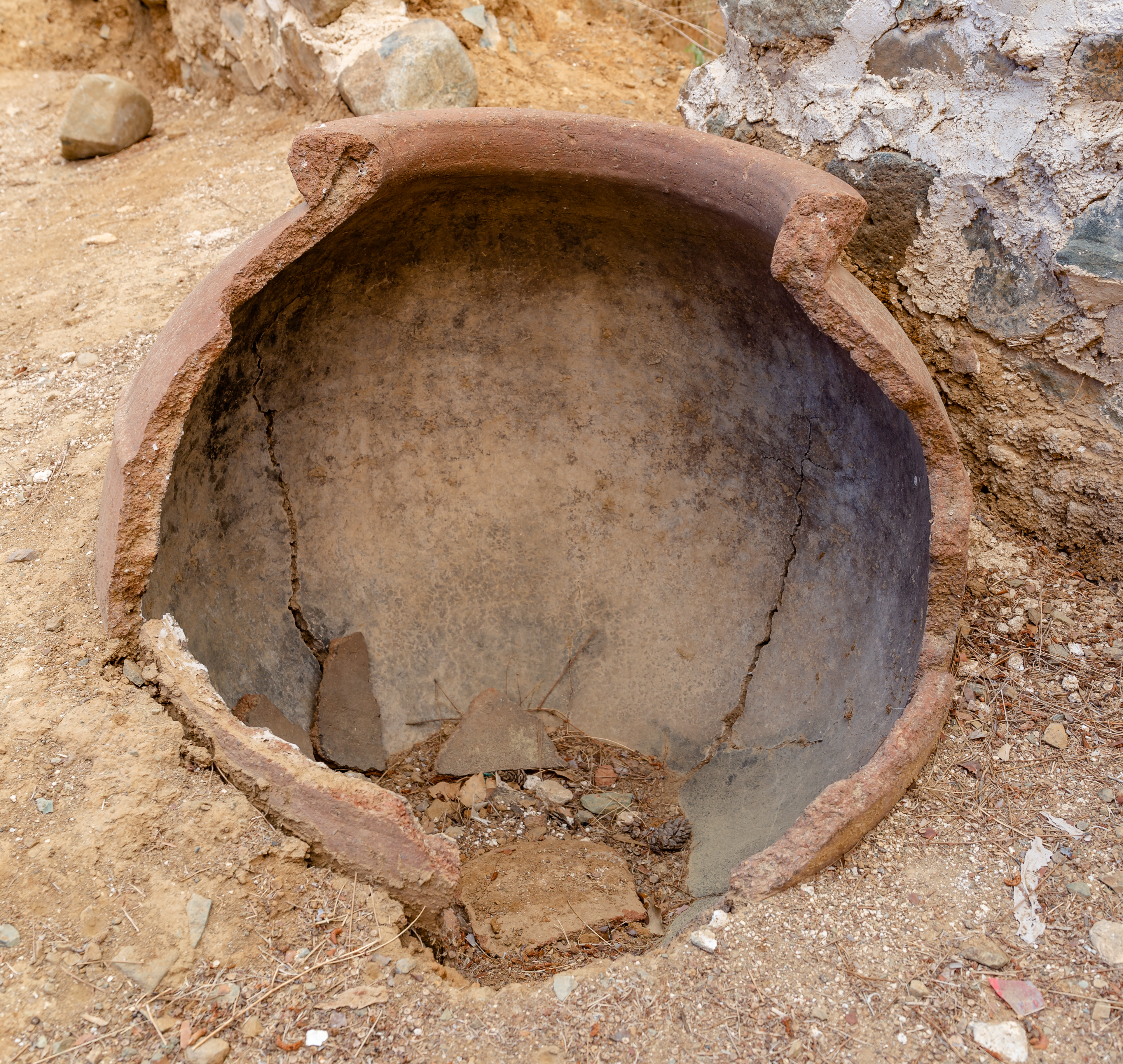
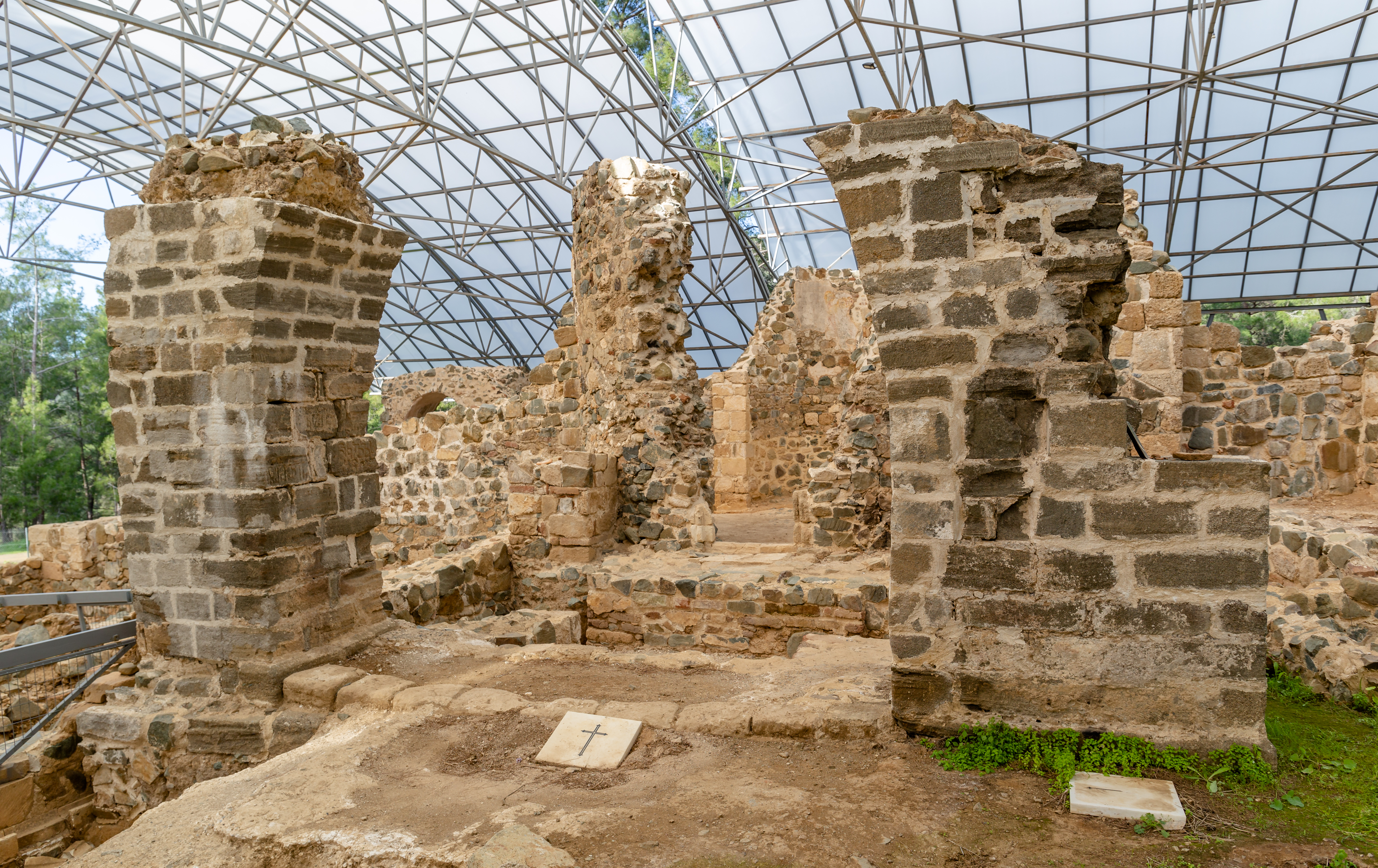
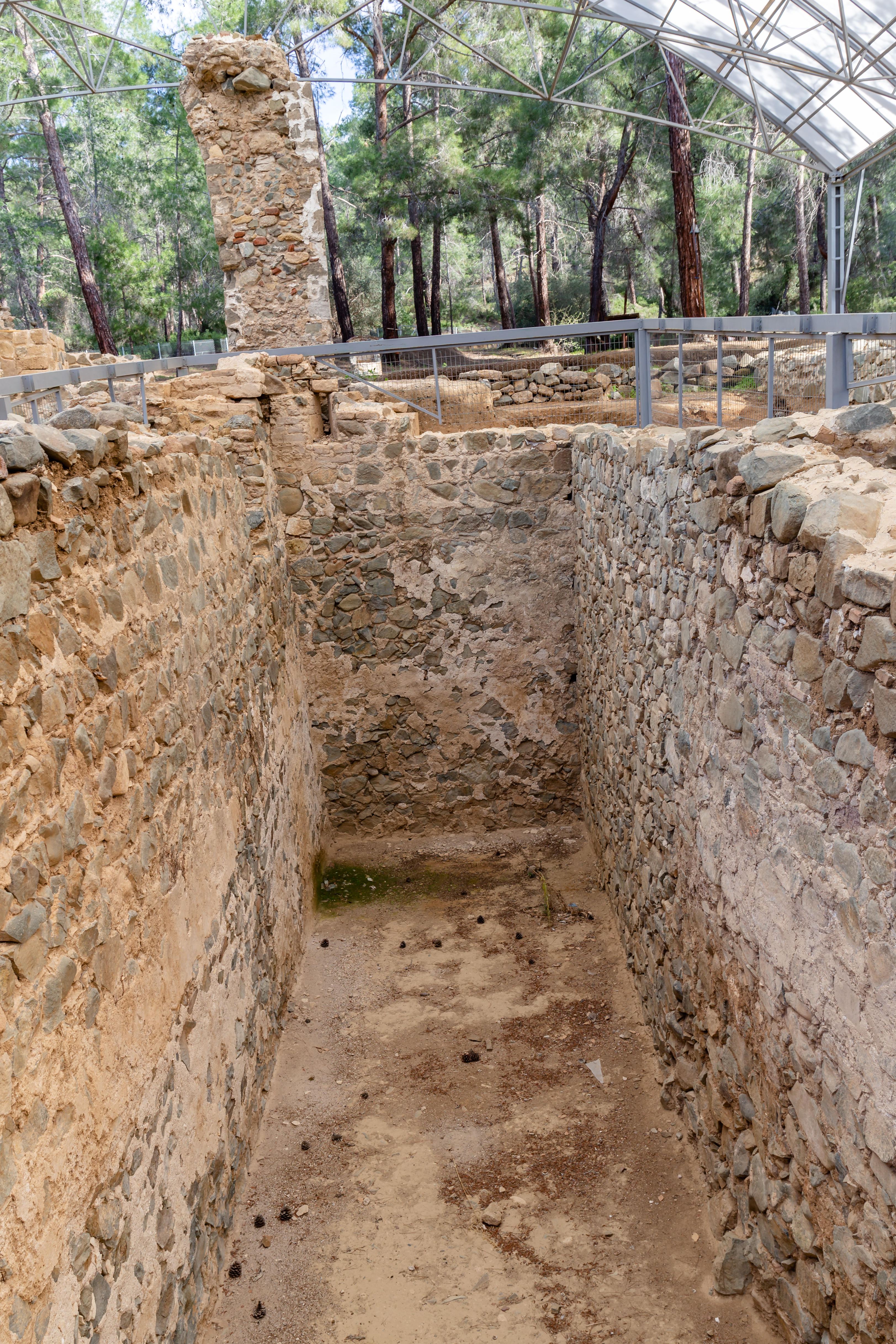
Zisterne